# فنجاني ربيعي
فنجاني ربيعي (الاسم العلمي: Peziza vernalis) هو نوع من الفطريات يتبع جنس الفنجاني من فصيلة الفنجانية.